# Charlie Parker
Charles "Charlie" Parker, Jr. (29 tháng 8 năm 1920 – 12 tháng 3 năm 1955), còn có những tên gọi như "Yardbird" và "Bird", là một nhạc công saxophone và nhà soạn nhạc jazz người Mỹ.
Parker ảnh hưởng lên nhiều nhạc sĩ độc diễn jazz và là nhân vật tiên phong cho sự phát triển của bebop, một tiểu thể loại jazz với nhịp độ nhanh, kỹ thuật chơi nhạc cụ điệu luyện và cách hòa âm cấp tiến. "Yardbird" là biệt danh của Parker từ thời kỳ đầu của sự nghiệp. Biệt danh này, và phiên bản rút gọn "Bird", tiếp tục được sử dụng trong suốt sự nghiệp Parker; tiêu đề của nhiều nhạc khúc của ông được truyền cảm hướng từ những "nickname" này, như "Yardbird Suite", "Ornithology", "Bird Gets the Worm", và "Bird of Paradise". Parker là một biểu tượng của tiểu văn hóa hipster thập niên 1940 và sau đó Beat Generation.

## Thời niên thiếu
Charles Parker, Jr. ra đời tại thành phố Kansas, Kansas, lớn lên ở thành phố Kansas, Missouri, và là người con duy nhất của Adelaide "Addie" (Bailey) và Charles Parker. Ông bắt đầu theo học trường Trung học Lincoln vào tháng 9 năm 1934, nhưng thôi học sau đó vào tháng 10 năm 1935. Parker bắt đầu chơi saxophone năm 11 tuổi, và khi 14, ông gia nhập ban nhạc của trường.

## Sự nghiệp

### Những năm đầu
Vào cuối thập nên 1930, Parker bắt đầu tích cực luyện tập. Thời gian này, ông rèn luyện khả năng ứng tác và phát triển vài ý tưởng mà sau này sẽ dẫn đến bebop. Trong một bài phỏng vấn với Paul Desmond, Parker nói ông đã luyện tập 15 giờ mỗi ngày trong từ ba đến bốn năm.
Những ban nhạc của Count Basie và Bennie Moten chắc chắn đã ảnh hưởng lên Parker. Ông chơi nhạc cùng những nhóm nhạc đĩa phương trong các câu lạc bộ jazz quanh thành phố Kansas, Missouri, nơi ông hoàn thiện nhiều kỹ thuật với sự giúp đỡ của Buster Smith.
Năm 1938, Parker tham gia territory band của tay piano Jay McShann. Ban nhạc biểu diễn ở câu lạc bộ đêm và một số địa điểm khác ở miền tây nam, cũng như tại Chicago và thành phố New York. Parker cũng thực hiện bản thu chuyên nghiệp đầu tay cùng ban nhạc của McShann.

### Thành phố New York
Năm 1939, Parker chuyển tới thành phố New York, để theo đuổi sự nghiệp âm nhạc. Ông cũng làm nhiều công việc khác, trong đó có làm rửa bát với lương 9 đôla một tuần tại Jimmie's Chicken Shack, nơi tay piano Art Tatum từng biểu diễn.
Năm 1942, Parker rời ban nhạc của McShann và chơi nhạc trong một năm với Earl Hines. Parker tham gia một nhóm những nhạc công trẻ, và chơi nhạc trong một số câu lạc bộ tại Harlem, như Clark Monroe's Uptown House và Minton's Playhouse. Nhóm này gồm Parker, nhạc công trumpet Dizzy Gillespie, tay piano Thelonious Monk, tay guitar Charlie Christian, và tay trống Kenny Clarke. Tinh thần bebop đã được đúc kết trong một câu nói trích dẫn bởi Mary Lou Williams được cho là của Monk: "Chúng tôi muốn một thứ nhạc mà họ không thể chơi".